# Geraldo Savannah
Geraldo Savannah är ett träsk i Belize. Det ligger i distriktet Corozal, i den norra delen av landet, 100 km nordost om huvudstaden Belmopan.